# Смирна (Нью-Йорк)
Смирна (англ. Smyrna) — місто (англ. town) в США, в окрузі Ченанго штату Нью-Йорк. Населення — 1237 осіб (2020).

## Демографія
Згідно з переписом 2010 року, у місті мешкало 1280 осіб у 481 домогосподарстві у складі 352 родин. Було 631 помешкання
Расовий склад населення:
| - 98,0 % — білих - 0,5 % — корінних американців - 0,3 % — чорних або афроамериканців - 0,2 % — азіатів |

До двох чи більше рас належало 0,5 %. Частка іспаномовних становила 0,9 % від усіх жителів.
За віковим діапазоном населення розподілялося таким чином: 22,5 % — особи молодші 18 років, 62,8 % — особи у віці 18—64 років, 14,7 % — особи у віці 65 років та старші. Медіана віку мешканця становила 41,8 року. На 100 осіб жіночої статі у місті припадало 113,0 чоловіків;  на 100 жінок у віці від 18 років та старших — 112,9 чоловіків також старших 18 років.
Середній дохід на одне домашнє господарство  становив 48 020 доларів США (медіана — 43 700), а середній дохід на одну сім'ю — 55 667 доларів (медіана — 51 776). Медіана доходів становила 37 059 доларів для чоловіків та 40 625 доларів для жінок. За межею бідності перебувало 22,6 % осіб, у тому числі 32,9 % дітей у віці до 18 років та 12,0 % осіб у віці 65 років та старших.
Цивільне працевлаштоване населення становило 569 осіб. Основні галузі зайнятості: освіта, охорона здоров'я та соціальна допомога — 26,9 %, виробництво — 17,8 %, роздрібна торгівля — 11,2 %, мистецтво, розваги та відпочинок — 7,6 %.